# Суртан-Узяк (река)
Суртан-Узяк (устар. Суртанозек) — река в России, протекает по Башкортостану. Устье реки находится в 21 км по левому берегу реки Бузавлык. Длина реки составляет 10 км.

## Данные водного реестра
По данным государственного водного реестра России относится к Уральскому бассейновому округу, водохозяйственный участок реки — Урал от Магнитогорского гидроузла до Ириклинского гидроузла, речной подбассейн реки — подбассейн отсутствует. Речной бассейн реки — Урал (российская часть бассейна).
Код объекта в государственном водном реестре — 12010000312112200002844.